# Borgward BX6
Borgward BX6 – samochód osobowy typu SUV Coupé klasy kompaktowej pod chińsko-niemiecką marką Borgward w latach 2018–2019.

## Historia i opis modelu
Po raz pierwszy w przedprodukcyjnej postaci pierwszy SUV Coupe marki Borgward zadebiutował w marcu 2016 roku podczas Geneva Motor Show razem z pokrewnym modelem BX5. W porównaniu do niego, samochód odróżniał się łagodnie opadającą linią dachu w stylu samochodów sportowych z nadwoziem coupe i wyraźnie zarysowaną trzecią bryłą nadwozia z położoną pod dużym kątem tylną szybą.
Produkcyjny wariant Borgwarda BX6 został zaprezentowany ponad dwa lata po premierze, w maju 2018 roku, debiutując równolegle z modelem BXi7. W porównaniu do pokrewnego BX5, producent zdecydował się okroić gamę dostępnych wariantów jedynie do topowego, charakteryzującego się napędem AWD, 6-biegową przekładnią automatyczną oraz turbodoładowanym, czterocylindrowym silnikiem benzynowym o pojemności 2 litrów.

### Sprzedaż
Producent pierwotnie w momencie premiery w 2018 roku planował wprowadzić Borgwarda BX6 sprzedaży na rynkach globalnych, włączając w to m.in. Europę czy Amerykę Południową, jednak ostatecznie wprowadzono go do oferty tylko w Chinach. Z powodu bardzo niskiej sprzedaży, która w ciągu roku po debiucie wyniosła nieci ponad tysiąc egzemplarzy, samochód zniknął z oferty z końcem 2019 roku.

### Silnik
- L4 2.0l Turbo